# Ahmad Shah Massud
Ahmad Shah Massud (persa: احمد شاه مسعود, Ahmad Šāh Mas'ūd), també conegut com a comandant Massud i amb el sobrenom del «Lleó del Panjshir», (Bazarak, 2 de setembre de 1953 - Khwaja Bahauddin, Província de Takhar, 9 de setembre de 2001) fou un guerriller i líder polític afganès d'ètnia tadjik.
El seu pare era un militar afganès, durant la seva infància es van mudar a Kabul tot i que eren originaris de la Vall del Panjshir, i posseïen terres en aquest territori. Massud es va formar en la prestigiosa Lycée Esteqlal, una escola d'ensenyament franc-afganesa radicada a Kabul. Les influències franceses gràcies a la seva educació en el Liceu van modelar el seu pensament, forjant així unes idees de llibertat i independència política per al poble afganès.
Va tenir un paper clau en l'expulsió de l'exèrcit soviètic durant la invasió de l'Afganistan. A començaments de la dècada dels noranta esdevé Ministre de Defensa sota la presidència de Burhanuddin Rabbani. Amb l'adveniment dels talibans al poder Massoud esdevé el líder de l'Aliança del Nord, una coalició de grups opositors.
Massud va ser assassinat en un atemptat suïcida a Khwadja Bahauddin, província de Takhar, al nord-est del país. Els autors de l'atemptat, els tunisians Dahmane Abd el-Sattar i Rachid Bouraoui el-Ouaer, s'hi havien apropat fent-se passar per periodistes proveïts de falsos passaports belgues. La seva mort va precedir de dos dies els atemptats de l'11 de setembre de 2001 als Estats Units, i els dos esdeveniments semblen haver estat relacionats.

## Enllaços externs

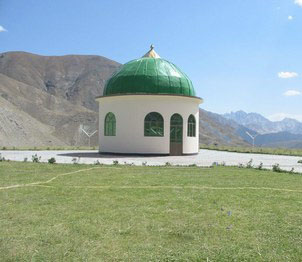
Tomba d'Ahmad Shah Massud